# Etelka Barsi-Pataky
Etelka Barsi-Pataky (n. 15 septembrie 1941, Budapesta, Regatul Ungariei – d. 4 februarie 2018, Budapesta, Ungaria) a fost un om politic maghiar, membru al Parlamentului European în perioada 2004-2009 din partea Ungariei.